# Fahrzeugfabrik Wesen
Die Fahrzeugfabrik Wesen GmbH war ein deutscher Hersteller von Automobilen.

## Unternehmensgeschichte
Das Unternehmen aus Wesen bei Lindau begann 1900 mit der Produktion von Automobilen. Der Markenname lautete Wesen. Im gleichen Jahr endete die Produktion.

## Fahrzeuge
Es entstanden Kleinwagen. Für den Antrieb sorgte ein wassergekühlter Einzylindermotor mit 4,5 PS Leistung. Die Karosserieform Vis-à-vis bot Platz für vier Personen. Das Unternehmen stellte auch Lastkraftwagen her.